# Municipio (métro de Naples)
Pour les articles homonymes, voir Municipio.
Municipio est une station des lignes 1 et 6 du métro de Naples, située dans le quartier de Porto, près de la piazza del Municipio et du palais San Giacomo, dans la ville de Naples en Italie. Elle constitue un nœud d'interconnexion entre les deux lignes et offre un accès direct au port de Naples via un passage piéton souterrain.

## Historique
La station Municipio n'était pas prévue dans le projet initial de la ligne 1, mais fut ajoutée pour permettre un échange avec la ligne 6. Les travaux, débutés en 1999, ont été marqués par 27 modifications du projet en raison de nombreuses découvertes archéologiques, notamment des vestiges du port antique de Neapolis et cinq navires romains. Ces trouvailles ont valu à la station, ainsi qu'à la station Duomo, le surnom de « station archéologique ».
L'inauguration officielle de la station pour la ligne 1, initialement prévue le 16 mai 2015, fut reportée au 23 mai en raison d'un deuil municipal décrété par le maire Luigi De Magistris après un drame à Secondigliano. La station ouvrit finalement au public le 2 juin 2015, devenant la 18e station de la ligne 1. Une plaque commémorative fut dévoilée ce jour-là en mémoire de Salvatore Renna, un ouvrier décédé en 2014 sur le chantier.
D'autres étapes marquèrent le développement de la station :
- le 21 juillet 2017, l'accès face au palais San Giacomo fut inauguré ;
- le 22 décembre 2018, une sortie sur la via Depretis fut ouverte ;
- le 10 juillet 2023, un passage piéton souterrain reliant la station au port fut mis en service ;
- le 17 juillet 2024, la ligne 6 fut prolongée jusqu'à Municipio, faisant de la station un point d'échange entre les deux lignes.

## Caractéristiques
Conçue par les architectes Álvaro Siza et Eduardo Souto de Moura, la station Municipio se distingue par son intégration de vestiges archéologiques dans sa structure, en faisant à la fois un hub de transport et un musée. Les fouilles ont révélé des éléments du port antique et des fortifications du Maschio Angioino, exposés au public.
La station dispose de cinq sorties :
- Via Medina ;
- Via Depretis ;
- deux accès sur la piazza del Municipio ;
- une sortie près de la station maritime.

Le coût total de la construction s'élève à environ 393,3 millions d'euros, ce qui en fait la station la plus coûteuse de la ligne 1.

## Intermodalité
Municipio est connectée aux bus urbains de l'Azienda Napoletana Mobilità (ANM). Le passage souterrain vers le port facilite l'accès aux ferries et aux services maritimes du port de Naples.